# Estação de Shinjuku
A Estação de Shinjuku (新宿駅, Shinjuku-eki) é uma estação ferroviária que localizada nas regiões de Shinjuku e Shibuya, em Tóquio, Japão.
Servindo como o principal meio de transporte ferroviário entre as regiões especiais de Tóquio e a Tóquio Ocidental via trem inter-municipal, trem urbano, e linhas de metrô, a estação é usada por cerca de 3.4 milhões de pessoas diariamente, fazendo dela a estação mais movimentada do mundo (como registrado em 2011 pelo Guinness World Records). A estação possui 36 plataformas e mais de 200 saídas. Outras 17 plataformas (51 no total) podem ser acessadas por corredores para 5 estações diretamente conectadas sem precisar ir para o lado de fora.

## História
A estação foi inaugurada em 1885 como uma parada da Linha Akabane - Shinagawa (agora parte da Linha Yamanote) das Ferrovias Nacionais Japonesas. Inicialmente pouco utilizada, foi à medida que as linhas Chūō, Keiō e Odakyū foram abertas que a estação começou a se tornar amplamente utilizada. Em 1959, o chegou o metrô. Em 1968, uma manifestação de 290 mil pessoas protestou contra a guerra perto da estação, fazendo com que os trens parassem. Houve planos em vários pontos da história para conectar Shinjuku à rede Shinkansen, e o Plano Básico Shinkansen de 1973, ainda em vigor, especifica que a estação deve ser o terminal sul da linha Jōetsu Shinkansen para Niigata. Embora a construção da ligação Ōmiya-Shinjuku nunca tenha começado e a Linha Jōetsu encerre na Estação de Tóquio, o espaço para a construção, incluindo uma área embaixo da estação, permanece reservado. Em 5 de maio de 1995, a seita apocalíptica Aum Shinrikyō tentou um atentado terrorista químico, desencadeando um dispositivo de gás cianeto em um banheiro no subterrâneo, apenas um mês após o ataque de gás no metrô de Tóquio, que matou 13, deixou 6.225 pessoas com lesões não-fatais, feriu gravemente 50 pessoas e causou 984 casos de problemas temporários de visão. Desta vez, o ataque foi frustrado pela equipe que extinguiu o dispositivo queimado.

## Linhas
JR East
 Linha Yamanote
 Linha Saikyō [ja]
 Linha Shōnan-Shinjuku
 Linha Rapida Chūō [ja]
 Linha Principal Chūō [ja]
 Linha Chūō-Sōbu [ja]
 Keio Corporation
 Linha Keio [ja]
 Nova Linha Keio [ja]
 Odakyu Electric Railway [ja]
 Linha Odakyu Odawara [ja]
 Metrô Toei [ja]
 Linha Oedo
 Linha Shinjuku
 Metrô de Tóquio
 Linha Marunouchi